# Física teòrica
La física intenta comprendre l'univers elaborant un model matemàtic i conceptual de la realitat que s'utilitza per a racionalitzar, explicar i predir els fenòmens de la natura, plantejant una teoria física de la realitat. La física teòrica, també denominada física matemàtica o física fonamental, constitueix la branca de la física que, basant-se fortament en la matemàtica, elabora teories i models amb la finalitat d'explicar i comprendre fenòmens físics, aportant les eines necessàries no sols per a l'anàlisi sinó per a la predicció del comportament dels sistemes físics. Encara que treballs anteriors poden considerar-se part d'aquesta disciplina, la física teòrica cobra especial força des de la formulació de la mecànica analítica (Joseph-Louis Lagrange, William Rowan Hamilton) i adquireix una rellevància de primera línia a partir de les revolucions quàntica i relativista de principis del segle xx (per exemple, la bomba atòmica va ser una predicció de la física teòrica).

## Mètode de la física
Totes les ciències de la natura tenen una característica comuna: són ciències experimentals, és a dir, els coneixements acumulats han estat obtinguts mitjançant l'experimentació sistemàtica. Aquest procediment es denomina mètode científic experimental, també conegut com a empiricodescriptiu.
No obstant això, la física teòrica basa el seu progrés en l'ús de la matemàtica per a predir fenòmens que encara no han estat observats experimentalment, així com uns altres que ens permeten conèixer l'univers en formes no accessibles experimentalment, sobre la base de principis ben demostrats experimentalment. Però la demostració final de tot coneixement en física és experimental i fins que no es demostra d'aquesta forma les prediccions de la teoria no es pot estar segur de la validesa d'una teoria o model. Un exemple està en els acceleradors de partícules, en els quals se cerquen en moltes ocasions partícules previstes pel model de la física de partícules i, freqüentment, es troben unes altres no previstes inicialment i que fan canviar el model. Així mateix, les prediccions de la física teòrica han indicat sovint l'existència de partícules no descobertes i han proporcionat les tècniques adequades per a la seua recerca experimental, i han estat trobades de manera posterior a la seua predicció teòrica.

### Alguns físics teòrics eminents
Entre altres molts, destaquem alguns físics teòrics famosos i rellevants:

- Christiaan Huygens (1629-1695)
- Isaac Newton (1643-1727)
- Leonhard Euler (1707-1783)
- Joseph Louis Lagrange (1736-1813)
- Pierre-Simon Laplace (1749-1827)
- Joseph Fourier (1768-1830
- Nicolas Léonard Sadi Carnot (1796-1842)
- William Rowan Hamilton (1805-1865)
- Rudolf Clausius (1822-1888)
- James Clerk Maxwell (1831-1879)
- J. Willard Gibbs (1839-1903)
- Hendrik A. Lorentz (1853-1928)
- Nikola Tesla (1856-1943)
- Max Planck (1858-1947)
- Albert Einstein (1879-1955)
- Niels Bohr (1885-1962)
- Werner Heisenberg (1901-1976)
- Max Born (1882-1970)
- Erwin Schrödinger (1887-1961)
- Louis de Broglie (1892-1987)
- Satyendra Nath Bose (1894-1974)
- Wolfgang Pauli (1900-1958)
- Enrico Fermi (1901-1954)
- Paul Dirac (1902-1984)
- Eugene Wigner (1902-1995)
- Robert Oppenheimer (1904-1967)
- Sin-Itiro Tomonaga (1906-1979)
- Hideki Yukawa (1907-1981)
- Lev Landau (1908-1968)
- Julian Schwinger (1918-1994)
- Richard Feynman (1918-1988)
- Chen Ning Yang (1922-)
- Abdus Salam (1926-1996)
- Freeman Dyson (1923-)
- Murray Gell-Mann (1929-)
- George Sudarshan (1931-)
- Sheldon Glashow (1932-)
- Steven Weinberg (1933-)
- Stephen Hawking (1942-2018)
- Michio Kaku (1947-)
- Jacob Bekenstein (1947-2015)
- Edward Witten (1951-)
- Juan Ignacio Cirac Sasturain (1965-)